# Европол
Европска полицијска служба (енгл. European Police Office), верб. скр. Европол (од енгл. EUROPOL — акр. скр. ЕВРОПОЛ), је криминалистичка обавештајна агенција Европске уније. Почела је с пуним радом 1. јула 1999.
Оснивање Европола договорено је 1992. године Уговором из Мастрихта, који је ступио на снагу у новембру 1993. Агенција је почела с ограниченим операцијама 3. јануара 1994, као Европолово одељење за дрогу (енгл. Europol Drugs Unit (EDU)). Године 1998. Конвенцију о Европолу су ратификовале све земље чланице а ступила је на снагу у октобру.
Европол управља својој особљем (око 410 запослених и 90 Европолових официра за везу) из седишта у Хагу. Величина Европола је у сагласности с чињеницом да је он у сталној вези са стотинама различитих организација за безбедност, од којих свака има појединце или групе задужене за пружање помоћи Европоловим активностима.
У 2007. години, Европол покрива свих 27 земаља чланица Европске уније, укључујући и недавно примљене земље Бугарску и Румунију, које су биле чланице Европола пре него што су примљене у Европску унију у јануару 2007. године. Слично је била и с неким средњоевропским земљама које су примљене 2004. године, оне су постале чланице Европола 2002. године.

## Задаци
Циљ Европола је да повећа ефикасност и сарадњу између полицијских органа земаља чланица пре свега кроз прикупљање и размену обавештајних података у превенцији и борби са међународним организованим криминалом. Његова мисија је да пружи значајан допринос напорима снага безбедности Европске уније у борби с организованим криминалом.
Европол нема извршна овлашћења. Он је сервис за подршку полицијским службама земаља чланица Европске уније. То значи да службеници Европола нису овлашћени да врше истраге у земљама чланицама нити да хапсе осумњичене. У пружању подршке, Европол са својим механизмима – разменом информација, обавештајним анализама, експертизама и обуком – може допринети мерама које спроводе релевантни државни органи.
Европол је мултидисциплинарна агенција, коју не чине само обични полицијски службеници, већ и службеници других служби безбедности: царине, имиграционе службе, погранична и финансијска полиција итд. С друге стране, Европол помаже да се превазиђу језичке баријере у међународној полицијској сарадњи. Сваки службеник безбедности из земље чланице може да се обрати захтевом својој националној јединици Европола на свом матерњем језику и добиће одговор ма истом језику.
Постоје три нивоа сарадње. Први је техничка сарадња или обука. Следећи ниво је стратешка сарадња усмерена на праћење организованог криминала, начине за борбу против њега и размена информација о евентуалним претњама. Највиши ниво сарадње укључује размену личних података која захтева поштовање Европолових стандарда у вези са заштитом и безбедношћу података.